# Historia Portugalii
Historia Portugalii – obejmuje dzieje państwa i narodu portugalskiego.

## Starożytność

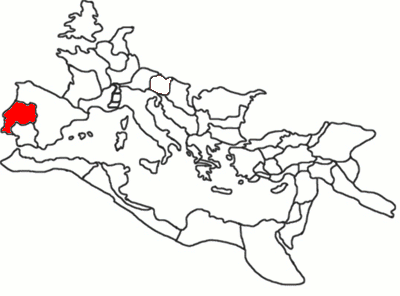
Luzytania na mapie Rzymu

W starożytności ziemie obecnej Portugalii, zamieszkiwali Celtowie oraz ludy iberyjskie. Do wybrzeży docierały wyprawy handlowe Fenicjan i Greków. W III wieku p.n.e. terytorium znalazło się pod zwierzchnictwem Kartaginy, a w następnym stuleciu stało się terenem rzymskim. W latach 154–138 p.n.e. Rzymianie pokonali plemię Luzytanów. Pod panowaniem rzymskim ziemie portugalskie należały do prowincji Luzytania. Dzięki okupacji rzymskiej nastąpił znaczny postęp cywilizacyjny. Rzymskie państwo władało na tych terenach do V wieku. Za rządów rzymskich nastąpiła całkowita romanizacja ludności, a w późniejszym okresie także chrystianizacja.

## Epoka germańska

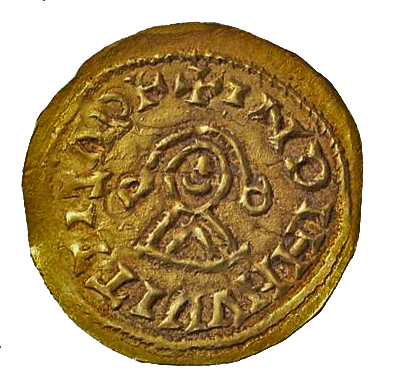
Złota moneta bita w Bradze przez Wittiza

W 409 roku doszło do najazdu Germanów. Większa część kraju znalazła się pod panowaniem Swebów. Utworzyli oni państwo ze stolicą w Bradze.
W 469 roku Wizygoci zajęli południową część dzisiejszej Portugalii, a w 585 roku jej północne obszary. W latach 711–718 Wizygoci zostali rozbici przez Arabów. Władze na ziemiach półwyspu objął kalifat Umajjadów.

## Panowanie arabskie
W latach 711–718 półwysep iberyjski został zajęty przez Arabów, nastał okres rządów Umajjadów. Od VIII wieku prowadzona była z północy półwyspu chrześcijańska rekonkwista, która w IX–XI wieku objęła panowaniem chrześcijańskim rejony Porto i Coimbry.

## Portugalia

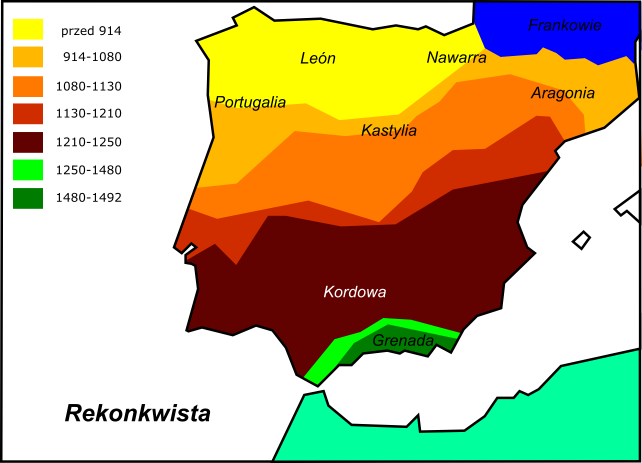
Rekonkwista

W roku 1097 w ramach Galicji i Leónu wydzielono hrabstwo Portucale z Porto jako ośrodkiem centralnym. W roku 1139 hrabia Alfons Henryk (znany potem jako Alfons I Zdobywca) przyjął tytuł króla Portugalii. Aż do XIII wieku trwała rekonkwista zachodniego Półwyspu Iberyjskiego. W 1147 roku zdobyto Lizbonę, która została stolicą. W 1249 Portugalia objęła obszar obecnego terytorium i od tego czasu nie miały miejsca większe zmiany granic. W XIII wieku powstał parlament stanowy – Kortezy. W 1383 wygasła dotychczasowa dynastia. W wojnie z Kastylią Jan I Wielki obronił niepodległość państwa. Był on założycielem dynastii Aviz.

## Imperium kolonialne

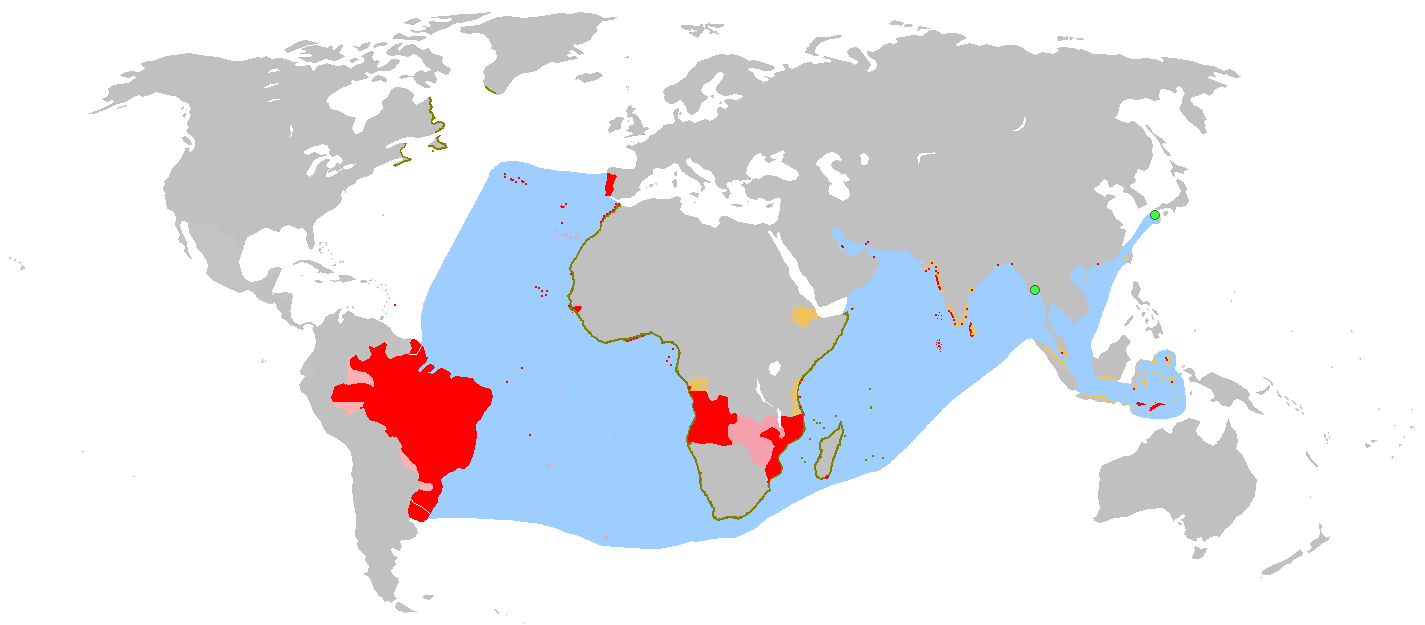
Posiadłości portugalskie
Portugalia kierowała się w swojej polityce kolonizacyjnej w stronę Afryki. Kraj stał się także potęgą morską. Portugalskie wyprawy inicjowane m.in. przez Henryka Żeglarza zapoczątkowały epokę odkryć geograficznych oraz europejski handel niewolnikami afrykańskimi. Portugalczycy kolonizowali wyspy: Azory, Maderę, Zielonego Przylądka. 20 maja 1498 roku Portugalczycy za sprawą wyprawy Vasco da Gamy jako pierwsi Europejczycy dotarli drogą morską do Indii. W 1500 portugalska wyprawa pod przewodnictwem Pedro Álvares Cabrala odkryła Brazylię, rozpoczynając jej kolonizację.

## Kres świetności

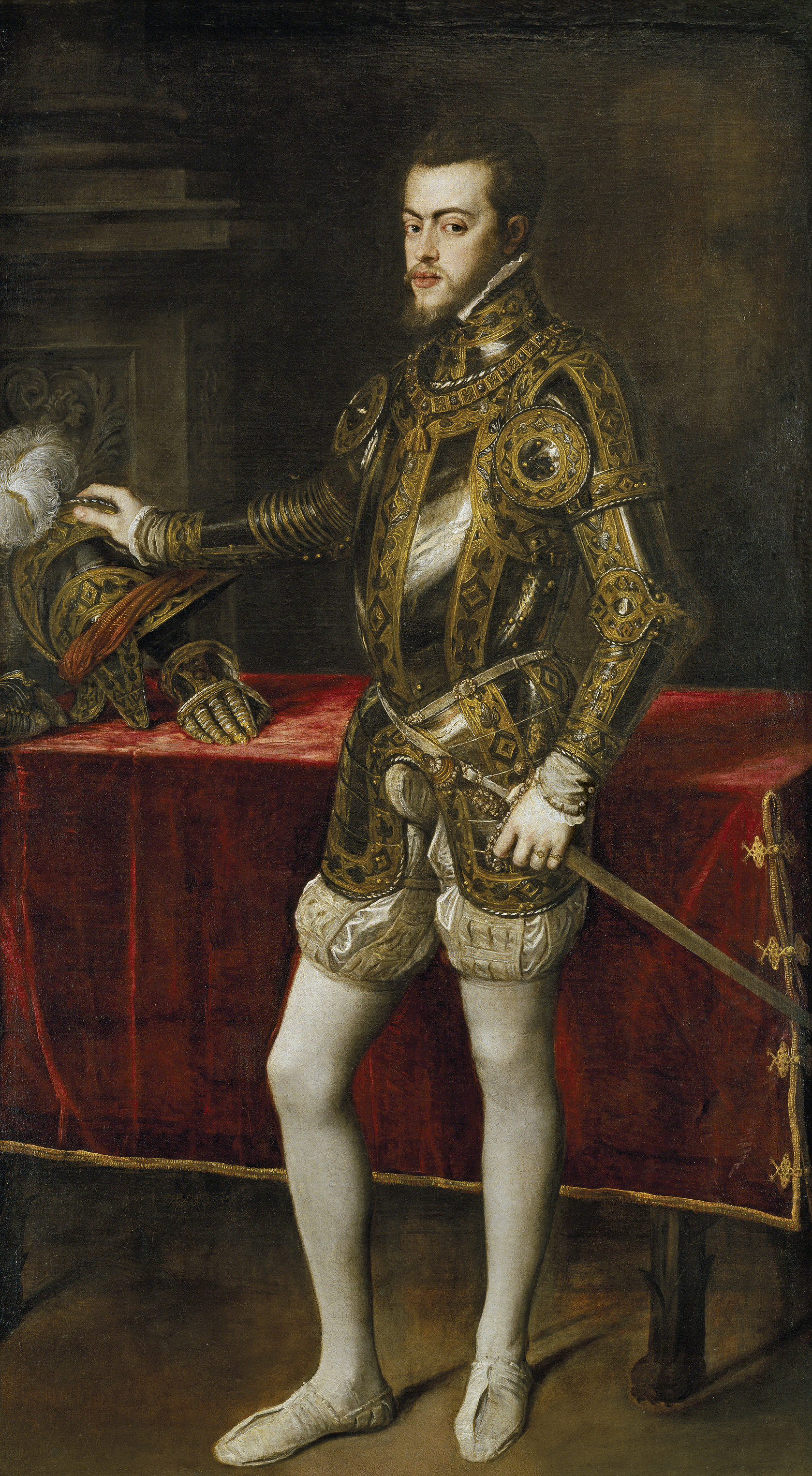
Filip II Hiszpański

W 1580 król Hiszpanii Filip II narzucił unię personalną. W 1640 Portugalia odzyskała niezależność, jednak imperium handlowego nie udało się odzyskać. W 1793 Portugalia przystąpiła do koalicji antyrewolucyjnej przeciw Francji i w okresie 1807–1811 była okupowana przez francuskie wojsko. W okresie 1807–1821 władcy przebywali w Brazylii. W 1822 uchwalono liberalną konstytucję, dającą powszechne prawo wyborcze. W 1826 wprowadzono bardziej konserwatywną Kartę Konstytucyjną. W 1822 niepodległość uzyskała Brazylia, Portugalia uznała ten fakt trzy lata później.

## Republika Portugalii
W październiku 1910 roku obalono monarchię i proklamowano republikę. W 1916 Portugalia przystąpiła do I wojny światowej, wspierając ententę. 28 maja 1926 miał miejsce wojskowy zamach stanu, który zapoczątkował okres tzw. Narodowej Dyktatury. W 1928 funkcję ministra finansów, a w 1932 premiera objął António de Oliveira Salazar, który władzę autorytarną sprawował do roku 1968. W 1933 nowa konstytucja usankcjonowała dyktaturę, utworzono tzw. Nowe Państwo, a dwa lata później wprowadzono system monopartyjny. Ten jednopartyjny system na czele z Unią Narodową określany jest jako faszystowski lub parafaszystowski, choć sam Salazar faszyzm wielokrotnie potępiał jako system statolatryczny. Badacze odmawiający reżimowi tytułu faszystowskiego bardziej skłonni są wiązać go ideowo z rewolucją konserwatywną, oraz z nacjonalizmem integralnym. Władza sprawowana była za pomocą policji politycznej PVDA przekształconej później w PIDE. Służby bezpieczeństwa utworzyły własny obóz koncentracyjny Tarrafal. Sytuacja w kraju pozostawała daleka od stabilności – w 1935 roku doszło do rebelii antyrządowej przygotowanej przez monarchistów, a rok później do lewicowego puczu. Sytuację w kraju destabilizowała również seria zamachów bombowych i zamach na przywódcę kraju z 1936 roku. Portugalia wmieszała się w hiszpańską wojnę domową, gdzie wsparła finansowo siły Francisco Franco – spowodowało to dalszą destabilizację przejawiającą się m.in. w naruszaniu granic Portugalii przez oddziały hiszpańskie i aktywnością agentów republikańskich na terenie Portugalii.
W czasie II wojny światowej Portugalia była neutralna, choć udostępniła aliantom bazy lotnicze. W okresie wojny doszło do zjednoczenia opozycji demokratycznej. W 1943 roku socjaliści, komuniści i republikanie weszli w skład Zjednoczonego Antyfaszystowskiego Ruchu Narodowego. Działacze koalicji uważali, że wraz z upadkiem faszyzmu w Europie ustrój ten upadnie także w Portugalii. Istnienie dyktatury uratował jednak wybuch zimnej wojny. Wraz z zimną wojną doszło do rozłamu między uczestnikami frontu antysalazarowskiego, a współpraca komunistów i socjalistów została zakończona. W 1949 została członkiem NATO, następnie ONZ. W latach 50. z inicjatywy Salazara w koloniach rozpoczęła się nowa fala osadnictwa portugalskiego. Polityka ta spowodowała niechęć ze strony rdzennych mieszkańców krajów kolonialnych, którzy zaczęli tworzyć organizacje niepodległościowe, co doprowadziło w latach 60. do wybuchu serii wojen niepodległościowych w Gwinei Bissau, Angoli i Mozambiku. Portugalia wraz z apartheidowską Republiką Południowej Afryki wdała się ponadto w konflikt rodezyjski, w którym wsparła rasistowski rząd w walce przeciwko organizacjom partyzanckim czarnej większości. W 1961 roku Portugalia przegrała krótkotrwały atak Indii na kolonię portugalską, Goa, w wyniku czego kolonia ta została zaanektowana przez Indie.
W 1974 dokonano przewrotu wojskowego, obalając Marcelo Caetano i przywracając system demokratyczny. Niedługo po rewolucji goździków państwa bloku wschodniego wznowiły stosunki dyplomatyczne z Portugalią, które zostały zerwane po II wojnie światowej. W latach 1974–1975 Portugalia uznała niepodległość kolonii.
Po obaleniu przez rewolucję rządów Marcelo Caetano w 1976 przeprowadzono wybory do parlamentu i prezydenckie, które potwierdziły poparcie dla socjalistów i centroprawicy. Skutkiem wyborów było wstrzymanie nacjonalizacji oraz przystąpienie Portugalii do Europejskiej Wspólnoty Gospodarczej i Międzynarodowego Funduszu Walutowego. Portugalia uznała prawo do niepodległości swoich kolonii w Afryce. W 1987 Portugalia zobowiązała się zwrócić Makau Chinom w 1999. Po rewolucji goździków nie wykształcił się model partii dominującej, co powodowało konieczność powoływania rządów mniejszościowych, koalicyjnych lub inicjatywy prezydenckiej. Głównymi siłami rządzącymi w Portugalii były Partia Socjalistyczna, Partia Socjaldemokratyczna i chadeckie Centrum Demokratyczno-Społeczne. W 1982 zniesiono radę rewolucji, w 1989 lewicowe przepisy w konstytucji. W latach 1985–1995 rządziła Partia Socjaldemokratyczna z premierem Aníbalem Cavaco Silvą. W 1986 roku Portugalia została członkiem EWG, a prezydentem kraju został Mário Soares. Rząd Cavaco Silvy wprowadził politykę reform wolnorynkowych i prywatyzacji sektorów państwowych w gospodarce. W 1992 roku Portugalia ratyfikowała Traktat z Maastricht. W 1999 Portugalia przystąpiła do strefy euro, w 2002 roku przyjęła nową walutę.